# Vezzano sul Crostolo
Vezzano sul Crostolo là một đô thị ở tỉnh Reggio Emilia trong vùng Emilia-Romagna, có vị trí cách khoảng 60 km về phía tây của Bologna và khoảng 13 km về phía tây nam của Reggio Emilia. Tại thời điểm 31 tháng 12 năm 2004, đô thị này có dân số 4.045 và diện tích 37,6 km².
Đô thị Vezzano sul Crostolo có các frazioni (các đơn vị cấp dưới, chủ yếu là các làng) Bettola Ca' Caprari, Ca' di Rosino, Casaratta, Case Martini, Casoletta, Il Poggio, La Fornace, La Vecchia, Marmazza, Paderna, Pecorile, Pedergnano, Possione, Rio Buracci, Riolo, Scarzola, Villa, Vindè, and Vronco.
Vezzano sul Crostolo giáp các đô thị: Albinea, Casina, Canossa, Quattro Castella, San Polo d'Enza, Viano.